# Шкуоль
Шкуоль (романш. Scuol; [ʃkuə̯l]о файле), до 1943 года Шульс (нем. Schuls) — коммуна в Швейцарии, в кантоне Граубюнден, центр региона Энджадина-Басса/Валь-Мюштайр (до 2015 года была центром округа Инн).
1 января 2015 года в состав коммуны вошли бывшие коммуны Ардец, Фтан, Гуарда, Зент, Тарашп.
Официальный код — 3762.

## География
Площадь коммуны составляет 144,14 км². 28 % территории занимают сельскохозяйственные угодья; 25,7 % — леса; 1,1 % — населённые пункты и дороги и оставшиеся 45,2 % не используются (горы, ледники, реки). Расположен на левом берегу реки Инн. Горнолыжный курорт.

## Население
Население на 31 декабря 2019 года — 4624 человека.
По данным на 31 декабря 2012 года население коммуны составляло 2333 человека. По данным на 2000 год гендерный состав населения был следующим: 48,5 % — мужчины и 51,5 % — женщины . Возрастной состав населения: 10,4 % — младше 9 лет; 5,0 % — от 10 до 14 лет; 6,6 % — от 15 до 19 лет; 11,7 % — от 20 до 29 лет; 15,7 % — от 30 до 39 лет; 14,4 % — от 40 до 49 лет; 13,1 % — от 50 до 59 лет; 9,5 % — от 60 до 69 лет; 7,3 % — от 70 до 79 лет; 5,4 % — от 80 до 89 лет и 1,0 % — старше 90 лет.
Динамика численности населения коммуны по годам:
| 1900 | 1950 | 1960 | 1970 | 1980 | 1990 | 2000 |
| ---- | ---- | ---- | ---- | ---- | ---- | ---- |
| 1117 | 1384 | 1429 | 1686 | 1744 | 1889 | 2122 |

## Языки
По данным переписи 2000 года 49,43 % населения назвали родным языком романшский; 39,16 % — немецкий и 3,86 % — итальянский.

## Галерея
- Вид на Шкуоль
- Главная улица города